# Акжар (Каратальський район)
Акжар (каз. Ақжар) — село у складі Каратальського району Жетисуської області Казахстану. Адміністративний центр Байшегірського сільського округу.
Населення — 186 осіб (2021; 212 у 2009, 446 у 1999, 580 у 1989).